# Smyth megye (Virginia)
Smyth megye az Amerikai Egyesült Államokban, azon belül Virginia államban található. Megyeszékhelye és legnagyobb városa Marion. Lakosainak száma 29 800 fő (2020. április 1.). Smyth megye Tazewell, Russell, Bland, Wythe, Grayson és Washington megyékkel határos.

## Népesség
A megye népességének változása:
| Lakosok száma | 32 196 | 31 981 | 31 782 | 31 652 | 31 470 | 29 800 |
|               | 2010   | 2011   | 2012   | 2013   | 2015   | 2020   |